# Sir Gawain e o Cavaleiro Verde

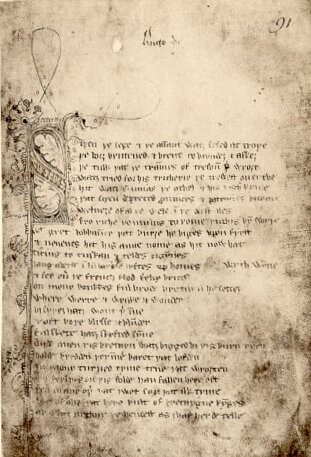
Primeira página do manuscrito de Galvão e o Cavaleiro Verde

Dom Galvão e o Cavaleiro Verde (em inglês Sir Gawain and the Green Knight) é um romance em versos aliterativos do século XIV escrito em inglês médio. O personagem principal da história é D. Galvão (Sir Gawain), um cavaleiro da távola redonda e sobrinho do rei Artur. A obra inscreve-se, assim, no ciclo arturiano da chamada Matéria da Bretanha da literatura medieval.

## Manuscrito e autoria
O poema sobreviveu em um único manuscrito, o Cotton Nero A.x., datado de finais do século XIV e preservado no Museu Britânico. O manuscrito contém ainda três peças de caráter religioso conhecidas como Pearl (Pérola), Patience (Paciência) e Cleanness ou Purity (Pureza). Todas essas obras tem grande similaridade linguística, e acredita-se que um mesmo autor escreveu todas as obras, particularmente o Pearl e o Gawain, razão pela qual o autor anônimo é frequentemente referido como o "poeta-Pearl" ou poeta-Gawain".

## Forma
Gawain está composto por mais de 2500 versos organizados em estrofes de tamanho variado. Cada estrofe possui um conjunto inicial de versos sem rima, em que ritmo é dado pela aliteração, ou seja, a repetição de sílabas tônicas de som semelhante nas palavras de cada verso. Cada um destes versos aliterativos possui uma pausa - a cesura - que divide o verso em duas metades. A aliteração foi a forma tradicional da antiga poesia anglo-saxã como em Beowulf, e o Gawain é parte do chamado "revivalismo aliterativo" que ocorreu na Inglaterra do século XIV, quando surgiram uma série de poemas que novamente favoreceram a aliteração em lugar da rima.
Cada estrofe começa com um conjunto de versos aliterativos e termina com cinco pequenos versos com rima. O primeiro destes versos é muito pequeno, em geral com apenas duas palavras, e é seguido por quatro versos com rima.

## Sinopse
A história começa em Camalote (Camelot), onde o rei Artur e sua corte se encontram celebrando o Ano Novo. Entra no castelo um cavaleiro enorme, completamente pintado da cor verde, incluindo a pele, a barba, a roupa, o cavalo e sua arma, um machado. O Cavaleiro Verde lança então um estranho desafio: pede que alguém lhe dê um golpe com seu machado, sob a condição de permitir-lhe devolver o golpe após o lapso de um ano e um dia. Galvão, o mais jovem cavaleiro da corte e sobrinho do rei, aceita o desafio. Ele corta a cabeça do Cavaleiro de um só golpe, mas o corpo decapitado do gigante apanha a cabeça do chão, para surpresa geral. O misterioso Cavaleiro retira-se de Camalote, não sem antes lembrar Galvão de encontrá-lo em um ano na Capela Verde.

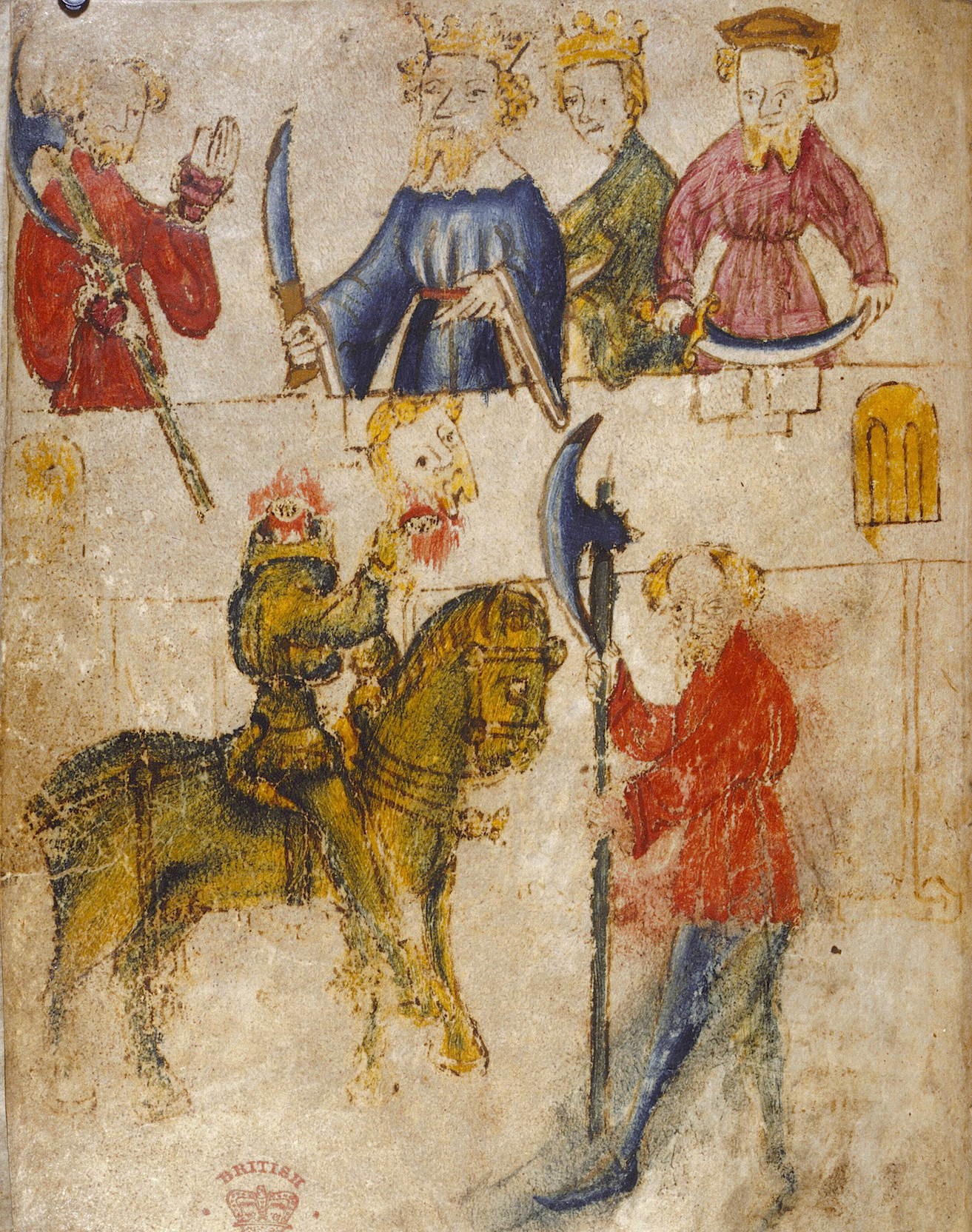
Galvão e o Cavaleiro Verde, com a cabeça cortada, na corte do rei Artur. Ilustração do manuscrito medieval

Ao aproximar-se o dia do encontro, Galvão parte da corte para encontrar a Capela. Durante a longa viagem, o cavaleiro chega a um castelo onde é recebido por Bertilak de Hautdesert, o senhor do lugar, e sua bela esposa. Ambos alegram-se muito em receber um visitante tão honrado, vindo da corte do rei Artur. Após contar sobre sua missão, Galvão é informado por Bertilak que a Capela Verde está a apenas duas milhas do castelo, e convida-o a hospedar-se no castelo.
Na manhã seguinte, antes de sair de caça, Bertilak propõe um jogo a Galvão: ele lhe dará tudo que conseguir caçar, contanto que Galvão em troca lhe dê tudo aquilo que conseguir no castelo durante o dia. Galvão aceita e, após a partida de Bertilak, a esposa do senhor vai à câmara do cavaleiro para seduzi-lo. Galvão resiste, e concede à dama apenas um beijo. Bertilak, ao voltar, dá o cervo que caçou a Galvão, e este dá um beijo em Bertilak, sem dizer quem o havia beijado durante o dia. No dia seguinte a dama novamente tenta seduzir o herói, e este novamente a rechaça, e desta vez Bertilak troca um javali por dois beijos. No último dia, Galvão aceita uma cinta verde de seda da dama, que segundo ela o protegerá de qualquer dano. Eles trocam três beijos. À noite, Bertilak dá a Galvão uma raposa, e este lhe dá os três beijos mas não a cinta.
No dia seguinte Galvão parte para a Capela Verde com a cinta. Lá ele encontra o Cavaleiro Verde afiando seu machado e, como antes acordado, inclina-se para receber o golpe. Ao primeiro golpe Galvão recua assustado, e o cavaleiro verde repreende-o por isso. O cavaleiro agita duas vezes o machado para golpeá-lo mas não chega a tocá-lo, apenas o fere levemente no pescoço na terceira tentativa. O Cavaleiro Verde então revela-se como o senhor do castelo, Bertilak, e explica que a aventura foi um engano realizado por Morgana, a maligna irmã do rei Artur dotada de poderes mágicos. Galvão sente-se envergonhado e irritado, mas no final despede-se cordialmente do seu anfitrião e retorna a Camalote, usando a cinta verde como sinal de vergonha por haver quebrado o acordo com Bertilak. Os Cavaleiros da Távola Redonda, a partir de então, passaram a usar uma cinta verde em lembrança da aventura de Galvão.

## Versões
Galvão e o Cavaleiro Verde tornou-se conhecido a partir da sua primeira impressão em 1839, e novamente em 1864 e 1869. Uma das edições críticas mais celebradas é a de 1925 por J.R.R. Tolkien, autor do Senhor dos Anéis, e E.V. Gordon.